# سیارک ۱۰۲۵
سیارک ۱۰۲۵ (به انگلیسی: 1025 Riema، نامگذاری:1923NX) هزار و بیست و پنجمین سیارک کشف شده‌است که در ۱۲ اوت ۱۹۲۳ و در هایدلبرگ کشف شد.
قدر مطلق سیارک برابر ۱۲٫۵۵ است.